# Encyclopædia Britannica Eleventh Edition
Encyclopædia Britannica, Eleventh Edition (1910-11), là một tác phẩm tham khảo gồm 29 tập, một phiên bản của Encyclopædia Britannica. Nó được phát triển trong quá trình chuyển đổi từ bách khoa toàn thư từ một phiên Anh sang một ấn phẩm của Mỹ. Một số bài viết của nó được viết bởi các học giả nổi tiếng nhất thời bấy giờ. Ấn bản bách khoa toàn thư này, chứa 40.000 mục, hiện thuộc phạm vi công cộng, và nhiều bài viết của nó đã được sử dụng làm cơ sở cho các bài viết trong Wikipedia. Tuy nhiên, bản chất lỗi thời của một số nội dung của nó làm cho việc sử dụng nó như là một nguồn cho học thuật hiện đại có vấn đề. Một số bài viết có giá trị và sự quan tâm đặc biệt đối với các học giả hiện đại như các hiện vật văn hóa của thế kỷ 19 và đầu thế kỷ 20.